# Mullsjö (gemeente)
Mullsjö is een Zweedse gemeente in Västergötland. De gemeente behoort vanaf 1998 tot de provincie Jönköpings län (daarvoor tot de inmiddels opgeheven provincie Skaraborgs län). Ze heeft een totale oppervlakte van 212,4 km² en telde 7101 inwoners in 2004.

## Plaatsen
| # | Plaats  | Inwoneraantal |
| - | ------- | ------------- |
| 1 | Mullsjö | 5 508         |
| 2 | Sandhem | 706           |